# Francesco Maria Grimaldi
Pour les articles homonymes, voir Grimaldi (homonymie).
Pour l’article sur l’un des fondateurs de la dynastie des Grimaldi, consulter François Grimaldi dit Malizia.
Francesco Maria Grimaldi, né le 2 avril 1618  à Bologne (Italie) et mort le 28 décembre 1663 à Bologne, est un prêtre jésuite italien, physicien et astronome. Son nom est attaché à la première étude scientifique de la diffraction de la lumière, phénomène dont il créa le nom.

## Biographie
Le père de Grimaldi était marchand de soie.
Après son noviciat à Novellara, Grimaldi étudie la philosophie à Parme sous la direction de Giovanni Riccioli (1635). Il enseigne ensuite au collège Sainte-Lucie de Bologne (1638-1642), où il fait également sa théologie (1642-1646). Il est ordonné prêtre en 1645. Il obtient un doctorat en philosophie (1647), mais s’intéresse plutôt aux mathématiques et à la physique, qu’il commence à enseigner en 1648 au collège de Bologne, et cela jusqu'à la fin de sa vie.

## Travaux

### Optique
Les travaux d’optique de Grimaldi sont contenus dans son traité Physico-mathesis de lumine, coloribus et iride, dont le titre peut se traduire : Connaissances physiques sur la lumière, les couleurs et l’arc-en-ciel. Le traité sera publié en 1665 à Bologne, après sa mort.
Le phénomène de la diffraction de la lumière était connu, mais Grimaldi est le premier à en faire une observation (en regardant un arc-en-ciel) et une description dans des conditions expérimentales. Il crée le mot diffraction, et suggère que la lumière est un fluide en mouvement ondulatoire rapide.
Le livre de Grimaldi inspirera Domenico Guglielmini. Ses idées seront diffusées par Honoré Fabri. Et il incitera Isaac Newton à faire de la recherche dans ce domaine ; Opticks (1704), le traité de Newton, doit beaucoup à Grimaldi et lui rend hommage.

### Astronomie
De 1640 à 1650, Grimaldi est l’assistant de Giovanni Riccioli, également jésuite, et contribue à son Almagestum novum (1651), un des premiers traités de sélénographie, qui consigne leurs observations du relief de la Lune. Ce livre est à l'origine de la nomenclature lunaire : Riccioli et Grimaldi donnent aux cratères et autres éléments du relief de la face visible de la lune les noms d’astronomes et de personnages célèbres que nous utilisons aujourd'hui.
Avec le même Riccioli, il étudie la chute des corps, tente un calcul du méridien terrestre et perfectionne le pendule comme instrument de mesure du temps.
Le cratère Grimaldi, sur la Lune, porte son nom ; il a son médaillon à la Tribune de Galilée de Florence.